# De Morgen
De Morgen és un diari de socialdemòcrata de Bèlgica editat en neerlandès que va crear-se el 1978 després de la fallida del diari del partit socialista De Volksgazet per una modernització de l'altre diari socialista Vooruit, també en dificultats econòmiques. Té una edició impresa i una versió en línia.
Tot i que als inicis depenia dels subsidis del partit socialista flamenc, a poc a poc s'ha emancipat de la tutela del partit. Va ser el primer diari belga al qual la redacció tenia un estatut que garantia la seva independència. Ha evolucionat vers un diari independent moderat, en un paisatge mediàtic belga que fins al 1978 era dominat per diaris ideològics, molt props dels majors partits polítics: Het Laatste Nieuws (liberal), De Standaard, Het Volk, Gazet van Antwerpen i Het Belang van Limburg (catòlics). En prendre de mica en mica la seva independència ideològica, el diari va ser innovador. Els inicis van ser difícils i unes quantes vegades va trobar-se davant una fallida imminent. El fonament econòmic va consolidar-se després d'un pacte de col·laboració el 1989 amb el grup mediàtic De Persgroep, editor dels diaris Het Laatste Nieuws, i Het Parool, i els diaris econòmics De Tijd i L'Echo.
Redactors en cap
- Paul Goossens (1978-1994)
- Yves Desmet (1994-2007)
- Klaus Van Isacker (2007-2009)[2]
- Wouter Verschelden (2009-2011)
- Yves Desmet (2012-)[3]

Seccions i suplements
- De Morgen Magazine (dissabte)
- Uitgelezen (suplement literari), el dimecres
- Encore (Cultura i espectacles), dilluns a divendres

## Reconeixement
El 1987 el diari i el seu aleshores redactor en cap Paul Goussens van rebre el premi 37èArkprijs de la Paraula Lliure. El 2004 i 2006 va rebre el premi europeu European Newspaper Award per la millora compaginació d'un diari supraregional.